# MFK Karviná
MFK Karviná is een Tsjechische voetbalclub uit Karviná. De club ontstond in 2003 na de verzelfstandiging van de voetbalafdeling van TJ Jäkl Karviná.

## Naamswijzigingen
- 2003 – MFK Karviná (Městský fotbalový klub Karviná)
- 2008 – MFK OKD Karviná (Městský fotbalový klub Ostravsko-karvinské doly Karviná, a.s.)
- 2016 – MFK Karviná (Městský fotbalový klub Karviná, a.s.)

## Geschiedenis

### TJ Jäkl Karviná
De club werd opgericht in 1921 als SK Fryštát. In 1935 promoveerde de club naar de Divize, wat toen het tweede niveau was in het toenmalige Tsjechoslowakije. De club werd laatste en degradeerde meteen weer terug naar het derde niveau. Nadat het gebied rond Karviná in de herfst van 1938 bezet werd door het Poolse leger werd de club ontbonden. Na de Tweede Wereldoorlog werd de club heropgericht en overgenomen door een staalfabriek. Onder de naam Železárny Karviná speelde de club in 1952 op het tweede niveau. In deze tijd regeerde politiek boven sportieve prestaties en ondanks een tweede plaats degradeerde de club. Later werd de naam TJ NHKG Karviná aangenomen en de club was vooral actief in de amateurreeksen. In de jaren 80 werd de naam TJ NH Karviná aangenomen.
Na de Fluwelen Revolutie en de daaropvolgende privatisering van de staalfabriek werd de naam TJ Jäkl Karviná aangenomen. De club speelde van 1993 tot 1999 in op het vijfde niveau en degradeerde dan. In 2002 promoveerde de club opnieuw. Nadat FC Karviná werd opgeheven nam de club verschillende jeugdelftallen en licentierechten over. De voetbalafdeling werd hierna losgekoppeld van TJ Jäkl Karviná en ging zelfstandig verder als MFK Karviná.

### MFK Karviná
Direct na de verzelfstandiging van MFK Karviná werd de club in het seizoen 2003/04 vierde in de Přebor Moravskoslezského kraje (5e niveau) en promoveerde. Na een derde plaats in 2006 promoveerde de club verder naar de MSFL (3e niveau) nadat het B-elftal van FC Vitkovice ontbonden werd en er een plaats vrijkwam. In 2008 werd de club vierde maar kampioen SK Sigma Olomouc „B“ stond zijn plaats af aan Karviná waardoor de club vanaf 2008/09 in de 2. liga (2e niveau) zal spelen.

## Eindklasseringen vanaf 2004 (grafiek)
| 4 |

| 5 |

| 3 |

| 8 |

| 4 |

| 8 |

| 8 |

| 4 |

| 6 |

| 9 |

| 8 |

| 7 |

| 1 |

| 10 |

| 14 |

| 15 |

| 14 |

| 12 |

| 16 |

| 1 |

| 14 |

| 8 |

| Fortuna liga (I)            |
| Fotbalová národní liga (II) |
| MSFL (III)                  |

| Divize E (IV)                      |
| Přebor Moravskoslezského kraje (V) |

| Fortuna liga (I)            |
| Fotbalová národní liga (II) |
| MSFL (III)                  |

| Divize E (IV)                      |
| Přebor Moravskoslezského kraje (V) |

## Bekende (oud-)spelers
- Kacper Kostorz
- Jan Laštůvka
- Róbert Mazáň
- Dino Medjedovic
- Aleš Mertelj
- / Gigli Ndefe
- Michal Papadopulos
- Martin Suchý
- Tomáš Wágner

FC Baník Ostrava ·
Bohemians Praag 1905 · 
FK Dukla Praag · 
SK Dynamo České Budějovice · 
FC Hradec Králové · 
FK Jablonec · 
MFK Karviná · 
FK Mladá Boleslav · 
FK Pardubice · 
SK Sigma Olomouc · 
SK Slavia Praag · 
1. FC Slovácko · 
FC Slovan Liberec · 
AC Sparta Praag · 
FK Teplice · 
FC Viktoria Pilsen